# Per Gedda
Per Olof "Pelle" Harald Gedda (Gotemburgo, 28 de agosto de 1914 – Estocolmo, 4 de julio de 2005) fue un regatista sueco que compitió en los Juegos Olímpicos de Verano de 1936 y en los Juegos Olímpicos de Helsinki 1952. Nació en el barrio de Västra Frölunda en Gotemburgo.
En 1936 fue miembro de la tripulación del barco sueco Ilderim que terminó en cuarto lugar en el evento de la clase 8 metros. 
Dieciséis años después ganó la medalla de plata como timonel del barco sueco Tornado en la clase Dragón. Falleció en Estocolmo en 2005.